# 晉文侯
晉文侯（前805年—前746年），姬姓，名仇。是西周末年到春秋早期的晉國君主，第十一任統治者。

## 生平
晉文侯本來是晉穆侯的太子，但其叔殤叔在穆侯死後自立，晉文侯被迫出走。四年後以武力手段推翻殤叔而登位。
文侯十一年，周幽王死。平王宜臼和携王余臣各自称王，周二王并立。
《清华简·系年》记载：“（周携王）立二十又一年，晉文侯仇乃殺惠王于虢。”同一事，《古本竹书纪年》记载：“二十一年，晋文侯杀携王。”周室归一。
晋文侯拥立周平王，《清华简·系年》记载：“周亡王九年，邦君、者侯焉始不朝于周，晉文侯乃逆平王于少鄂，立之于京師。三年，乃東徙，止于成周。”因此《國語·郑语》评价“晋文侯於是乎定天子。”《國語·周语》记载富辰谏周襄王的话：“我周之东迁，晋郑是依”。又《春秋左氏传·隐公六年》：“周桓公言於王曰，我周之东迁，晋郑焉依。”对晉文侯协助东迁的功德予以褒扬。
对晋文侯如此大功，“平王锡晋文侯秬鬯、圭瓚，作《文侯之命》。”（《尚书·文侯之命》）《文侯之命》即是周平王褒奖晋文侯时所作。
《春秋左氏传·宣公十二年》晋人士会提到了平王对晋文侯的命令：“昔平王命我先君文侯曰，与郑夹辅周室，毋废王命。”《國語·晋语》记载：“郑先君武公与晋文侯戮力同心，股肱周室，夹辅平王”。
晋文侯在汾水流域等地擴張晉國疆土，並得到周平王的承认。《清华简·系年》记载：“晉人焉始啟于京師。”《今本竹书纪年》：“（平王）赐秦、晋以邠、岐之地。”邠地就是晋文侯并吞的。
文侯在位共35年，於前746年去世。
晋文侯的夫人为“晋姜”，晋姜作晉姜鼎或称韓城鼎，晉姜鼎为宋代《考古圖》所著录，《殷周金文集成》编号为“五·二八二六”。其铭文叙述了晋姜辅助晋文侯的事迹。